# Liste des sénateurs des États-Unis pour la Virginie-Occidentale
La Virginie-Occidentale est attachée aux États-Unis depuis le 20 juin 1863. Cette page dresse la liste des deux sénateurs qui représentent l'État au Congrès fédéral à partir de cette date.

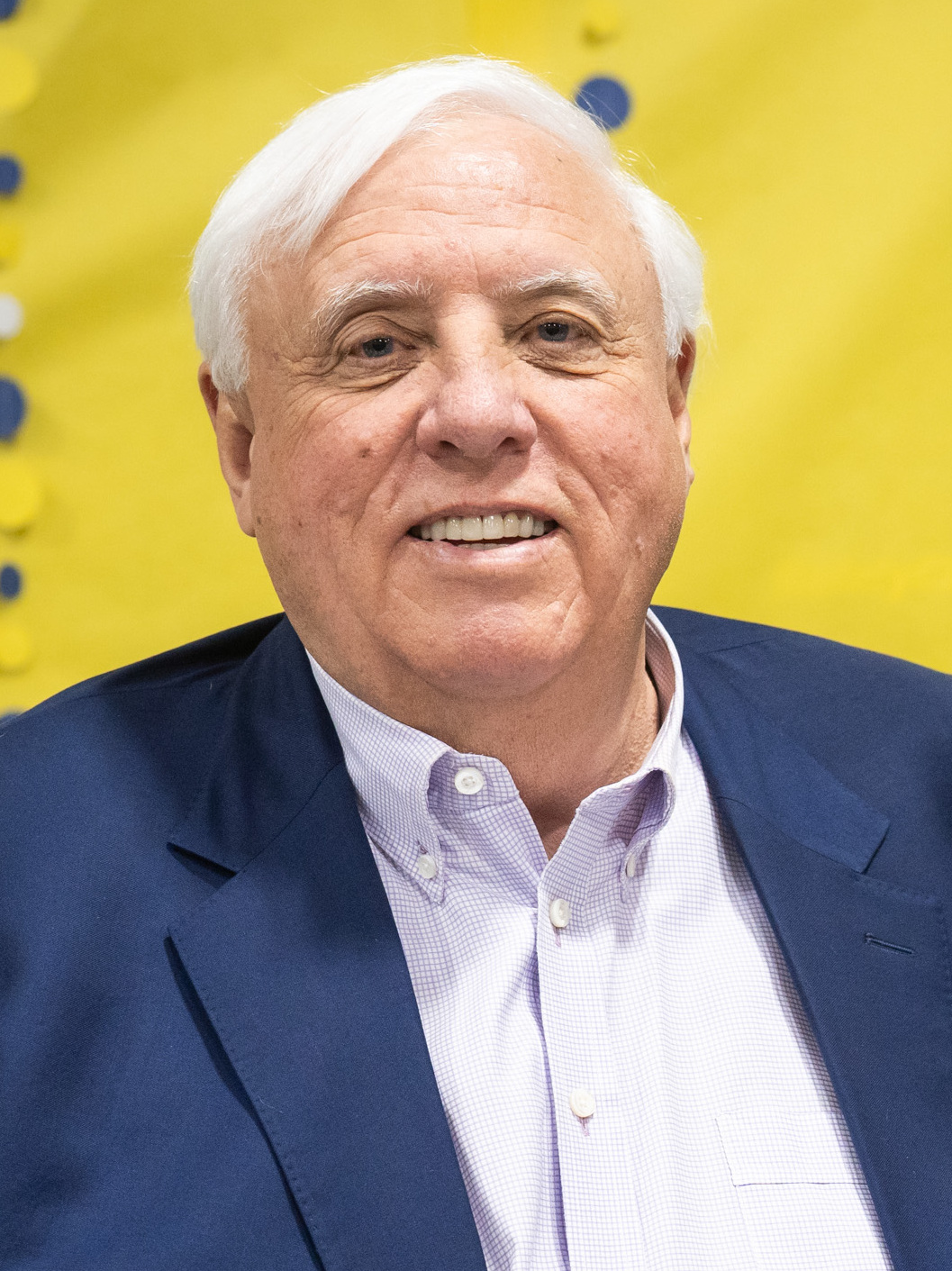
Jim Justice, sénateur républicain de l'État.
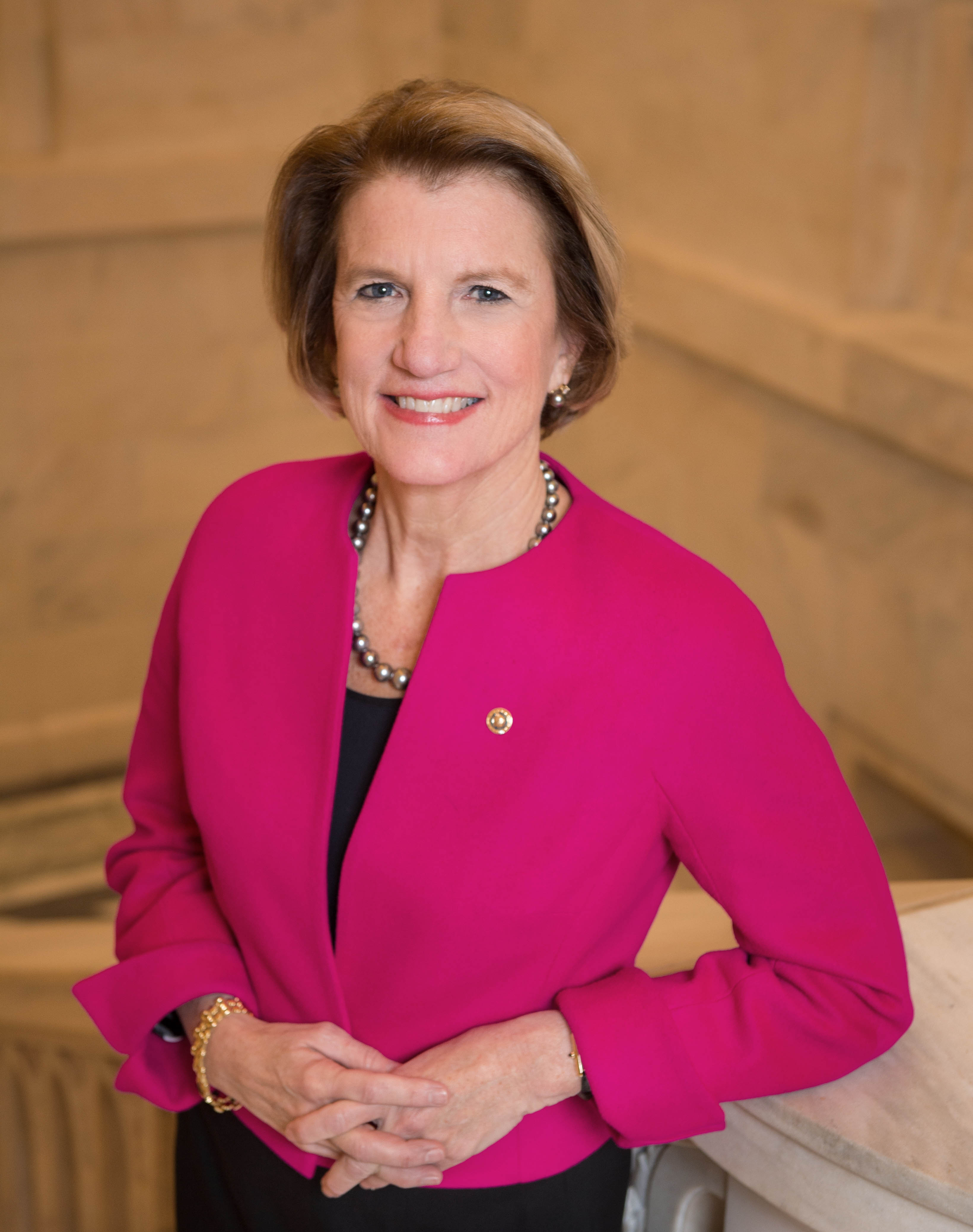
Shelley Moore Capito, sénatrice junior de l'État, républicaine.

## Sénateurs de classe I

### XIXesiècle
- 1863 à 1869 : Peter Van Winkle (R)
- 1869 à 1875 : Arthur Boreman (R)
- 1875 à 1876 : Allen Caperton (D)
- 1876 à 1877 : Samuel Price (D)
- 1877 à 1881 : Frank Hereford (D)
- 1881 à 1887 : Johnson Camden (D)
- 1887 à 1899 : Charles Faulkner (D)
- 1899 à 1911 : Nathan Scott (R)

### XXesiècle
- 1911 à 1917 : William Chilton (D)
- 1917 à 1923 : Howard Sutherland (R)
- 1923 à 1929 : Matthew Neely (D)
- 1929 à 1935 : Henry Hatfield (R)
- 1935 à 1941 : Rush Holt (en) (D)
- 1941 à 1956 : Harley Kilgore (D)
- 1956 à 1956 : William Laird (D). Vacation à la suite du décès de Kilgore.
- 1956 à 1959 : Chapman Revercomb (R)
- 1959 à 2010 : Robert Byrd (D). Byrd avec ses neuf mandats détient le record de longévité au sénat.

### XXIesiècle
- 2010 : Carte Goodwin (D)
- 2010-2024 : Joe Manchin (D)
- Depuis 2025 : Jim Justice (R)

## Sénateurs de classe II

### XIXesiècle
- 1863 à 1871 : Waitman Willey (R)
- 1871 à 1883 : Henry Davis (D)
- 1893 à 1883 : John Kenna (D)
- 1883 à 1895 : Johnson Camden (D)
- 1895 à 1911 : Stephen Elkins (R)

### XXesiècle
- 1911 à 1911 : Davis Elkins (R)
- 1911 à 1913 : Clarence Watson (D)
- 1913 à 1919 : Nathan Goff (R)
- 1919 à 1925 : Davis Elkins (R)
- 1925 à 1931 : Guy Goff (R)
- 1931 à 1941 : Matthew Neely (D)
- 1941 à 1942 : Joseph Rosier (D)
- 1942 à 1943 : Hugh Shott (R)
- 1943 à 1949 : Chapman Revercomb (R)
- 1949 à 1958 : Matthew Neely (D)
- 1958 à 1958 : John Hoblitzell (R)
- 1958 à 1985 : Jennings Randolph (D)
- 1985 à 2015 : Jay Rockefeller (D)

### XXIesiècle
- Depuis 2015 : Shelley Moore Capito (R)